# 源氏物語角色列表
源氏物語的登場人物
以下是《源氏物語》的主要登場人物一覽。
基本上是以登場順序排列，其中一部份則是依血緣關係排列。

## 主角
- 光源氏

## 雙親
- 桐壺帝
- 桐壺更衣

## 光源氏的妻兒與親人
- 藤壺中宮：先帝的皇女，桐壺帝的中宮，貌似光源氏的生母桐壺更衣。
  - 冷泉帝（日语：冷泉帝）：名義上是桐壺帝的第十皇子，實際上是光源氏與藤壺中宮密通所生之子。
  - 王命婦：藤壺中宮的貼身近侍。
  - 兵部卿宮：藤壺中宮的兄長，紫之上生父。

- 葵之上：光源氏的正室，生下夕霧後不久即逝世。
  - 夕霧：光源氏與葵之上之間的獨子。
  - 左大臣：葵上的父親、光源氏的岳父。
  - 大宮：先帝的第三皇女，桐壺帝的姊妹，後降嫁左大臣成為正室，乃葵上與頭中將的母親。
  - 頭中將（日语：頭中将）：左大臣與大宮之子，葵上之兄，後來官至內大臣。

- 紫之上：又稱紫姬、若紫等。葵上過世後，為光源氏實質上正室，為六條院春之町的女主人。
  - 北山尼君：紫之上的祖母。
  - 北山僧都：北山尼君的哥哥。
  - 少納言：紫之上的乳母。
- 明石之君（日语：明石の御方）：源氏的側室，兩人之間生下明石中宮，是六條院冬之町的女主人。
  - 明石入道（日语：明石入道）：明石之君的父親，是桐壺更衣的表兄弟。
  - 明石尼君：明石之君的母親，入道過世後出家為尼。
  - 明石中宮（日语：明石の姫君）：光源氏與明石之君的獨女，後為紫之上的養女，皇子匂宮的母親。
    - 今上帝（日语：今上帝 (源氏物語)）：冷泉帝的皇太子、朱雀院的皇子，以明石中宮為后。
- 女三宮（日语：女三宮）：朱雀院的皇女，光源氏第二任正室，薰之母。
- 花散里：六條院夏之町的女主人，是夕霧與玉鬘的養母
  - 麗景殿女御：花散里之姊，是桐壺帝後宮的妃子。

## 光源氏的兄弟
- 朱雀帝：桐壺帝第一皇子、光源氏之兄。母親是弘徽殿太后，讓位給冷泉帝以後稱朱雀院。

- 螢兵部卿宮（日语：蛍兵部卿宮）：桐壺帝皇子，光源氏之弟，和藤壺之兄兵部卿宮不是同一個人。曾經暗戀源氏的養女玉鬘。

- 八之宮：桐壺帝第八皇子，曾經被捲入在冷泉帝東宮時代的廢太子陰謀中而隱居，後來在宇治十帖的部份登場。

## 光源氏身邊的女性
- 空蟬：伊予介的續弦妻子。
- 軒端荻（日语：軒端荻）：空蟬的繼女。
- 夕顏：也是頭中將的愛人，玉鬘的生母。
- 末摘花：常陸守親王的女兒。
- 源典侍（日语：源典侍）：仕奉桐壺帝的年長女官，另有情人修理大夫。
- 朧月夜：右大臣的第六個女兒，是弘徽殿太后之妹，後來成為朱雀帝的尚侍。
- 槿齋院（日语：朝顔 (源氏物語)#朝顔の姫君）（朝颜）：桃園式部卿宮之女，和源氏之間沒有肉體關係。
- 六條御息所：前皇太子妃。
  - 秋好中宮（日语：秋好中宮）：六條御息所之女，後來成為源氏的養女，並成為冷泉帝的中宮，是六條院秋之町的女主人。
- 筑紫五节：光源氏少年时代邂逅的舞女。是筑紫太宰大弍的女儿，与源氏有私。

## 其他
- 藤原惟光（日语：藤原惟光）：光源氏乳母之子。
- 源良清：光源氏的家臣，少納言。

## 光源氏的晚輩

### 頭中將（内大臣）的子女
- 柏木（日语：柏木 (源氏物語)#人物）：頭中將（内大臣）的長子。
- 玉鬘（日语：玉鬘 (源氏物語)#玉鬘の半生）：夕顏與頭中將（内大臣）之女，光源氏的養女。
- （新）弘徽殿女御：頭中將（内大臣）之女，與朱雀帝之母並非同一個人，是冷泉帝的女御。
- 近江之君：頭中將（内大臣）在外與其他情人生之女。
- 雲居雁（日语：雲居の雁）：頭中將（内大臣）之女，夕霧的正室夫人。
- 紅梅：頭中將（内大臣）之子，柏木之弟。

### 其他
- 藤典侍（日语：藤典侍）：光源氏乳兄弟惟光之女，夕霧的側室。
- 王女御：兵部卿宮之女，是冷泉帝的後宮妃子，也是紫之上的異母姊妹。
- 髭黒大將：今上帝的舅父，迎玉鬘為正室夫人。
  - 髭黒的元配：兵部卿宮之女，紫之上的異母姊。
  - 真木柱（日语：真木柱#人物）：髭黒之女，嫁給螢兵部卿宮，丈夫死後又改嫁紅梅大納言。
- 落葉之宮（日语：落葉の宮）：朱雀院的女二宮，柏木的正室夫人。柏木死後，改嫁夕霧，成為夕霧的第二夫人。

### 宇治十帖的人物
- 薰：名義上是光源氏與女三宮之間的次子，實際上卻是女三宮與柏木私通所生。
- 匂宮：明石中宮之子，今上的第三皇子。
- 大君（日语：宇治の大君）：桐壺帝八之宮的長女。
- 中君：桐壺帝八之宮的次女，後來成為匂宮的側室。
- 浮舟（日语：浮舟 (源氏物語)#人物としての浮舟）：桐壺帝八之宮的三女，大君和中君的異母妹。
- 橫川僧都：救起投水自殺的浮舟並且幫助她的人。